# グエン・スアン・フック
グエン・スアン・フック（阮 春福、ベトナム語：Nguyễn Xuân Phúc、1954年7月20日 - ）は、ベトナムの政治家。元政府官房長官、官房党委員会書記、副首相、第7代首相を経て、2021年4月から2023年1月まで10代ベトナム国家主席を務めた。ベトナム共産党政治局員、共産党での序列はグエン・フー・チョン党書記長に次ぐ第2位だった。経済学士。

## 来歴

### 生い立ち
グエン・スアン・フックは1954年、クアンナム省クエソン県クエフー社に生まれた。
1973年よりハノイ国民経済大学に学び、党支部書記を務める。1978年に卒業後、クアンナム＝ダナン省経済管理委員会幹部を務める。
1980年より、クアンナム＝ダナン省人民委員会（省政府）において専門員、副官房、官房長を歴任し、省機関党委員会書記、および第1、2期クアンナム＝ダナン省「民＝政＝党ブロック」党委員会委員を務め、国家行政学院において国家行政管理学を学んだ。

### 党人として
1982年12月5日にベトナム共産党に入党し、1983年12月11日に正式加入した。 
1993年から1996年、クアンナム＝ダナン省旅行部監督、計画・投資部監督、クアンナム＝ダナン省第15、16期省委員。シンガポール国立大学において経済管理学を学ぶ。
1997年から2001年、クアンナム省第17、18期省委員会常務委員会委員、省人民委員会副主席、まもなく常務副主席を務め、クアンナム省工業区管理委員会委員長、クアンナム省協同組合連盟主席、第6期省人民評議会議員を兼ねた。
1999年、クアンナム省人民委員会主席に就任し、2004年までの任期を務めた。
2001年からは省委員会副書記、省人民委員会党幹事委員会書記を務め、第11期国会議員、クアンナム省国会代表団団長、第11期国会経済＝予算委員会委員を兼ねた。
2004年、クアンナム省人民委員会主席に再任され、2009年まで務めた。また、第7期省人民会議代表、クアンナム省科学技術会連合主席を兼ねた。
2006年3月、政府監査部副代表に就任。同年4月、第10回党大会において党中央委員に選出された。
2006年6月から2007年8月、政府官房常務副長官および党委員会副書記を務めた。

### ズン内閣
2007年8月3日、グエン・タン・ズン内閣において政府官房長官に任命され政府官房党委員会書記、政府党幹事委員会委員、政府首相行政手続改革全責任工作組組長、中央各省庁ブロック党部中央執行委員会委員に就任した。
2011年1月の第11回党大会において、党中央委員および党政治局員に選出され、党内序列第14位となる。
同年8月、第13期国会第1回会議においてズン内閣の政府副首相に任命され、汚職防止・取り締まりなど内政面でズン首相をサポートすることとなった
2013年6月、第13期国会第5回会議において政府要職者47名に対する信任投票が実施され、フック副首相は「高信任」が248票（49.8%）、「信任」が207票（41.57%）、「低信任」が35票（7.03%）という結果であった。

### フック内閣
2016年1月、第12回党大会において党政治局に再選し、次期首相に推薦された。同年4月7日、第13期国会第11回国会において90.3％の賛成多数で首相に選出された。
2017年、長年交渉が続けられてきた環太平洋パートナーシップ協定（TPP）は、ドナルド・トランプ米大統領就任によりアメリカ合衆国の離脱が鮮明になった。フックは、日本とともにアメリカ抜きの11か国によりTPPを発効させる姿勢を示した。
2017年6月、夫人とともに訪日。6日には迎賓館赤坂離宮で安倍晋三首相と日越首脳会談、皇居を訪れ天皇・皇后と会見を行っている。
2020年10月、首相就任後の初外遊で訪越した菅義偉首相と会談した。

### 国家主席
2021年3月15日の国会常務委員会で次期ベトナム社会主義共和国主席に推薦される。国家主席就任のためには首相を辞する必要があるため、グエン・フー・チョン国家主席が4月1日に国会に首相解任決議案を提出し、翌4月2日に国会は賛成446、反対6票で首相解任決議を可決、新首相が選出され次第フックは首相を退くこととなった。首相経験者が国家主席となるのはベトナム史上初となる。
2022年9月22日、来たる27日に実施予定の故安倍晋三国葬儀にフックがベトナム代表として参列することが、日本国外務省により発表された。

### 失脚
コロナ禍に起きた汚職に部下が関わったとして国家主席を辞任、失脚した。
2023年1月17日、共産党の臨時中央委員会総会で国家主席や党政治局員からの辞意を表明し、承認された。18日に国会で国家主席辞任が承認された。

## ギャラリー

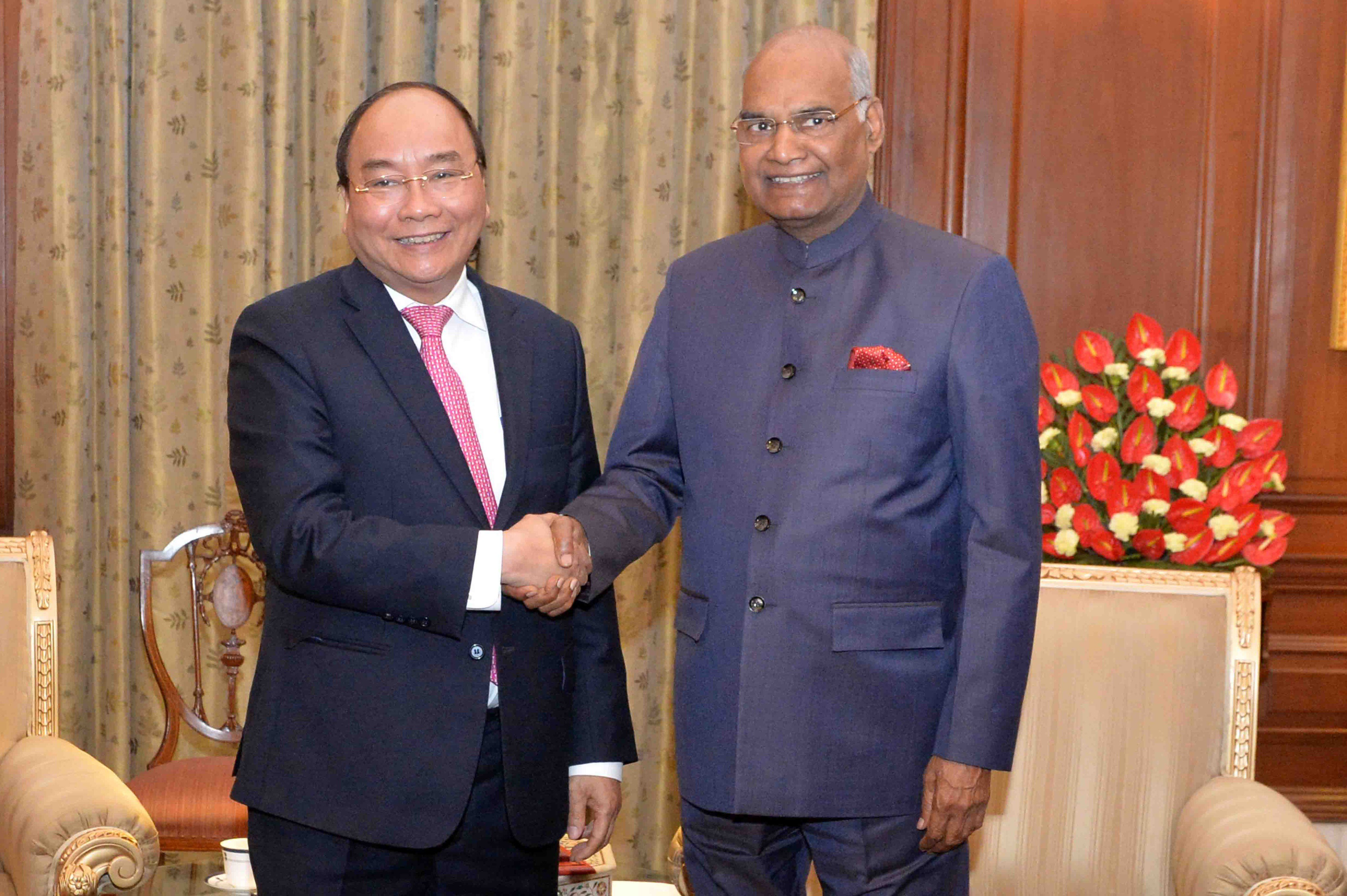
インドのラーム・ナート・コーヴィンド大統領と（2018年1月24日）
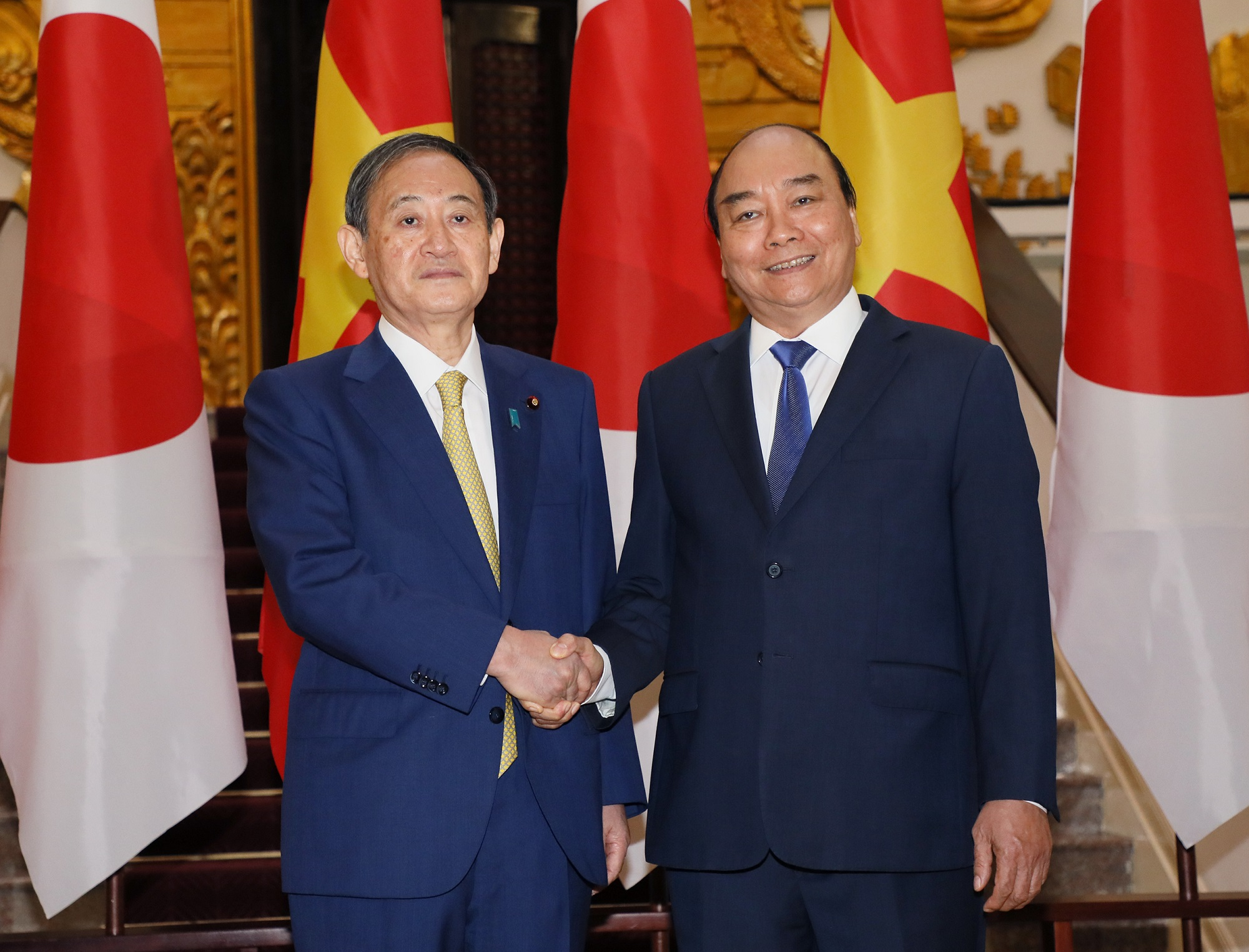
日本の菅義偉首相と（2020年10月19日）
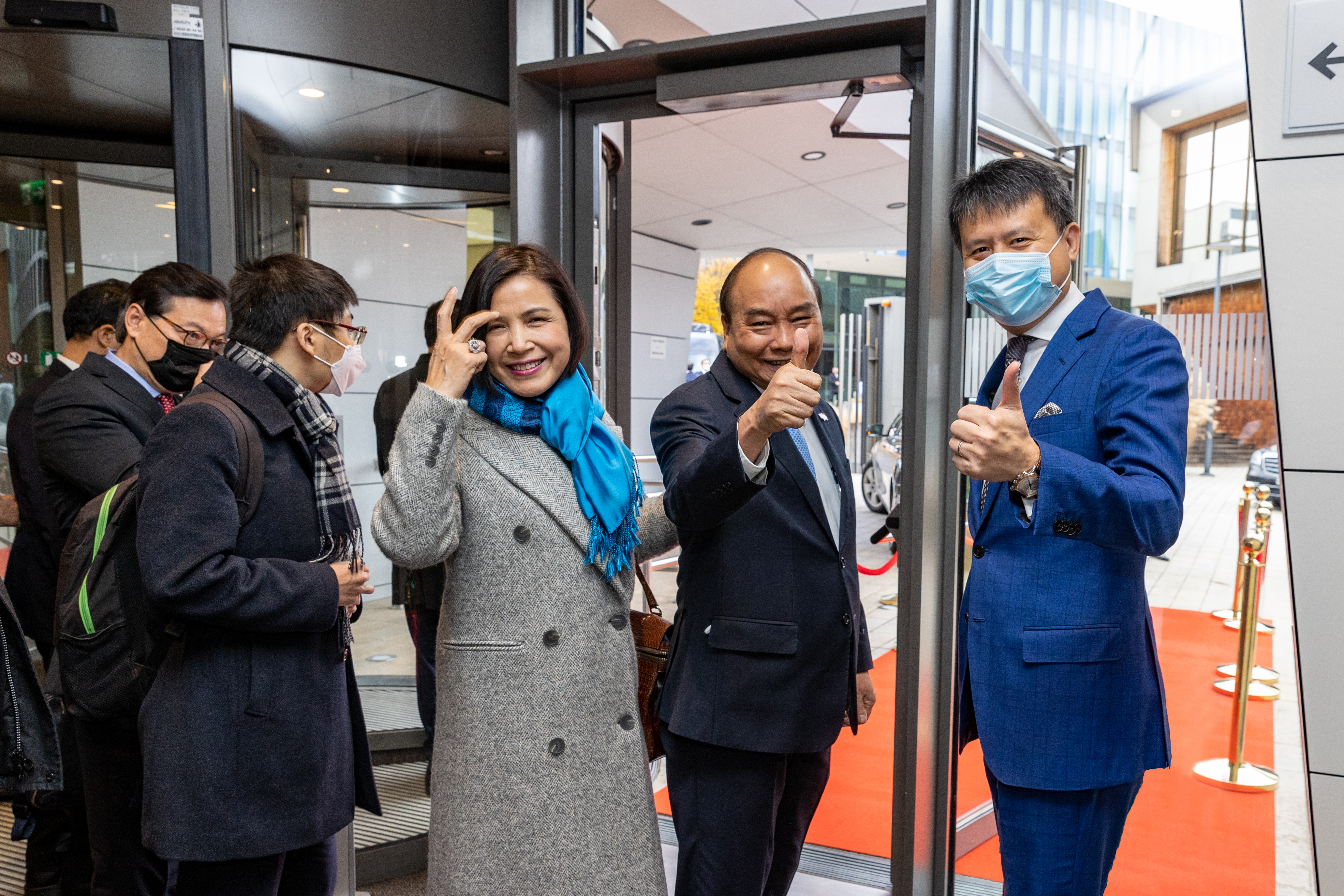
シンガポールのダレン・タン特許庁長官らと（2021年11月29日）
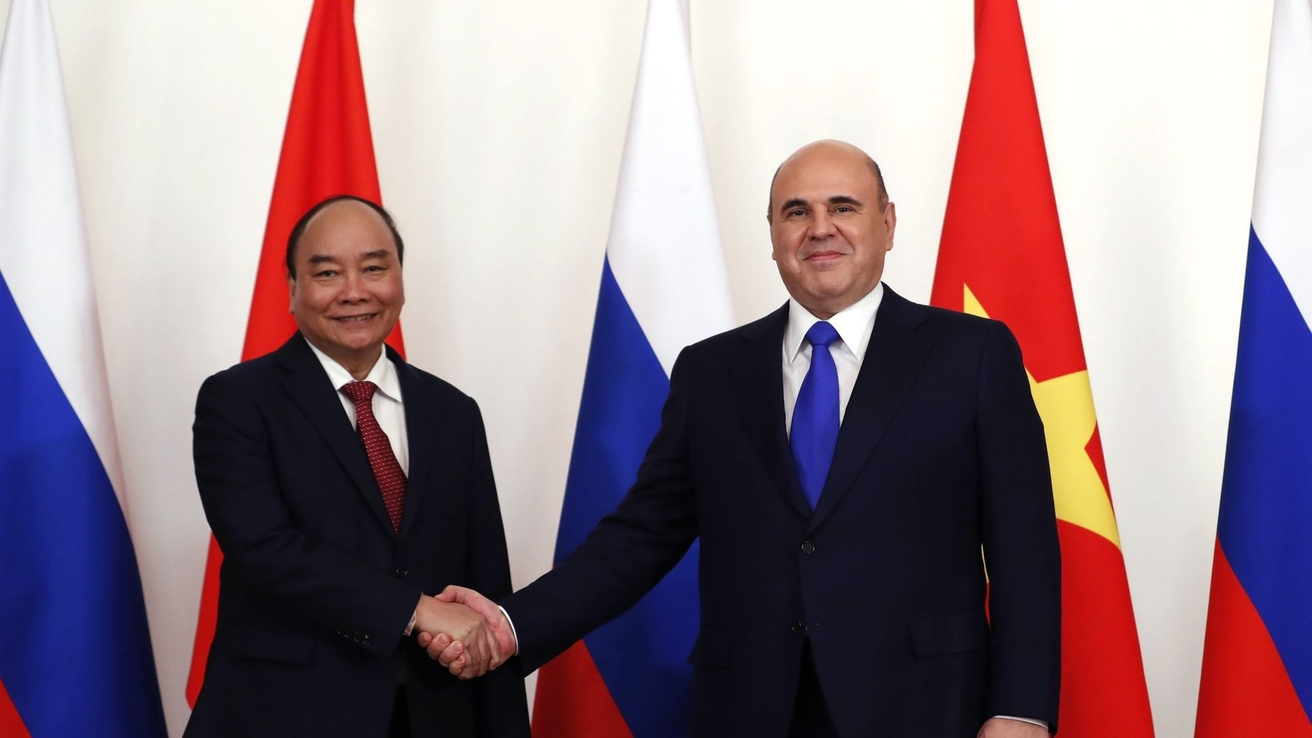
ロシアのミハイル・ミシュスチン首相と（2021年12月1日）
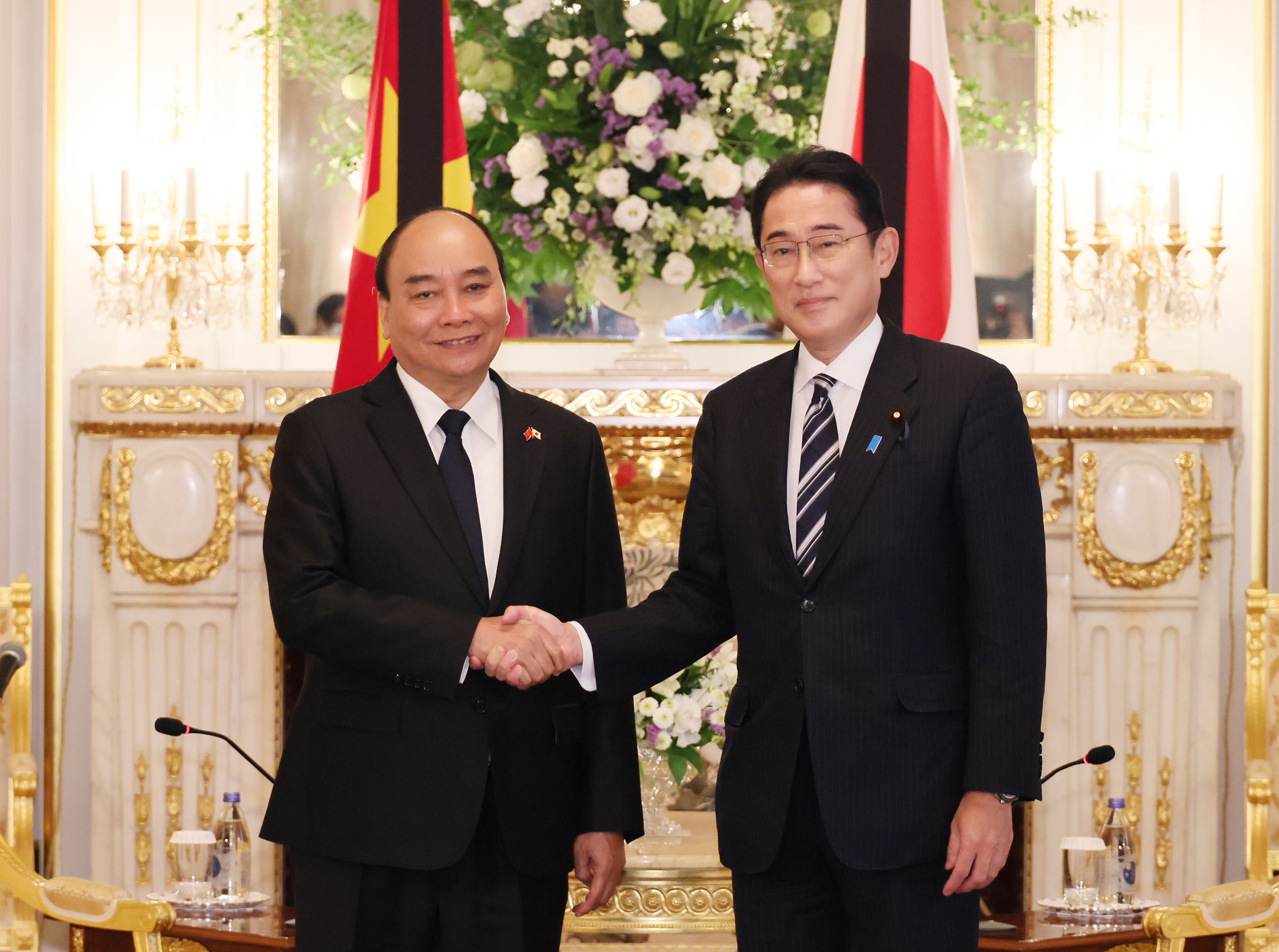
日本の岸田文雄首相と（2022年9月26日）